# Pásztor János (színművész, 1929–1981)
Pásztor János (Kolozsvár, 1929. január 18. – Kolozsvár, 1981. december 13.) romániai magyar színművész. Színlapokon neve előfordul K. Pásztor János és Ioan Pásztor formákban is.

## Életútja
Érdemes művész, a Kolozsvári Állami Magyar Színház tagja 1954 és 1981 között, 1972-től vezető művésze. Színészi oklevelet 1956-ban szerzett a marosvásárhelyi Szentgyörgyi István Színművészeti Intézetben. Mesterei Kovács György és Senkálszky Endre voltak. A Kolozsvári Rádió bemondója, drámák és vígjátékok karakterszínésze volt. Többször filmezett, köztük magyar filmekben is.

## Fontosabb színházi szerepei
- Biff (Arthur Miller: Az ügynök halála)
- Kakuk Marci (Tersánszky Józsi Jenő)
- Jerry (Gibson: Libikóka)
- Talthübiosz (Euripidész–Sartre–Illyés Gy.: A trójai nők)
- Rezső (Bálint Tibor: A sánta angyalok utcája)
- Üstödi Antal (Hunyady Sándor: Pusztai szél)
- Olariu (Popovici: Hatalom és igazság)
- Első koldus (Páskándi Géza: Tornyot választok)

## Filmjei
- 1966: Sakk-matt (Sah la rege) – Voinea
- 1968: Tiltott terület – Tűzoltóparancsnok
- 1976: Trei zile si trei nopti – Dezideriu Kaczos